# كوركا (آستانة أشرفية)
کورکا (بالفارسية: کورکا) هي قرية تقع في إيران في قسم كورکا الريفي. يقدر عدد سكانها بـ 2,206 نسمة .